# Operation Iceberg: The Battle for Okinawa
Operation Iceberg: The Battle for Okinawa, meglio noto come Okinawa, è un videogioco strategico a turni sulla battaglia di Okinawa, pubblicato nel 1986 per Commodore 64 dalla Personal Software Services (PSS). È molto simile a Iwo Jima già pubblicato dalla PSS lo stesso anno, tanto da esserne a volte considerato una variante con uno scenario diverso; i due titoli vennero anche pubblicati insieme nella raccolta Conflicts II, insieme a Battle for Midway.

## Modalità di gioco
Il giocatore controlla le forze degli Stati Uniti nell'invasione dell'Isola di Okinawa, difesa dalle forze del Giappone controllate dal computer.
Il sistema di gioco è lo stesso di Iwo Jima, a sua volta simile al precedente Falkland 82, con un'interfaccia leggermente diversa e un'isola più ampia, che richiede strategie differenti.
La mappa dell'isola si estende orizzontalmente su due schermate ed è divisa in invisibili caselle quadrate con tipi di terreno differenti, che influenzano i movimenti e la difesa. A ogni turno ciascuna unità può muoversi oppure attaccare un nemico, ma non entrambe le cose. Inizialmente ogni unità statunitense deve sbarcare e può farlo in un punto a scelta tra sette disponibili su entrambe le metà dell'isola.
I tipi di unità statunitensi sono fanteria, artiglieria e carri armati, mentre i giapponesi dispongono di fanteria, artiglieria e bunker immobili. Ciascun tipo ha un valore numerico di forza in attacco (che rappresenta anche i punti ferita attuali), forza in difesa, movimento e gittata.
Ci sono inoltre forze non direttamente controllate come unità: gli USA hanno il supporto dell'artiglieria della flotta, che può rinforzare un certo numero di attacchi delle unità di terra in qualunque punto dell'isola, il Giappone ha sottomarini e aerei che possono indebolire la flotta avversaria e caselle con campi minati.
L'obiettivo del gioco è trovare e eliminare completamente le forze giapponesi. Ci sono 8 possibili livelli di difficoltà e il posizionamento dei nemici è sconosciuto e variabile a ogni partita. Ogni unità nemica diventa visibile solo quando arriva a tiro di una delle proprie o quando fa fuoco.
L'interfaccia è basata su menù testuali e si scorre da un'unità all'altra o tra le opzioni con il joystick. In attacco, un sistema di selezione del bersaglio tipico di questa serie di giochi inquadra automaticamente l'unità nemica più vicina e chiede al giocatore se vuole attaccare quella, e se si risponde "no" passa a un'altra. È anche l'unico momento in cui si possono visualizzare i dati dell'unità nemica.